# 바이트파이트
바이트파이트(BiteFight)는 게임포지 AG에서 제작한 웹게임이다.